# Fox (pleme)
Fox (Fox; Mesquakie, sl. Lisice). Pleme Algonquian Indijanci, ki so sredi 17. stoletja živeli združeni z Indijanci Sauk blizu jezera Winnebago in vzdolž reke Fox v Wisconsinu. Fox so jezikovno najtesneje sorodne Indijancem Sauk in Kickapoo. Po vojnah proti Francozom in Angležem so se umaknili na območje Illinoisa in Iowe. Pleme Sauk, ki se danes imenuje Mesquakie, živi v bližini mesta Tama v Iowi, kjer so od leta 1857. Pleme Sauk, ki danes živi predvsem v Oklahomi, nima z njimi tesnejše povezave, razen da so uradno združeni z Fox pod imenom Sauk & Fox ali Sac & Fox.

## Ime
Ime Fox jim je bilo dano po imenu enega od njihovih klanov. Sami sebe imenujejo Musquakiuk ali Mesquakie, Meshkwa kihugi  'ljudje rdeče zemlje'  (red-earth people). To ime izvira iz prepričanja, da so bili Foxi ustvarjeni iz rdeče zemlje (glej Sauk, katerega ime pomeni "ljudje rumene zemlje"). Drugi nazivi za Fox so Beshde'ke (Sioux). O-dug-am-eeg, ime, ki so jim ga dali Chippewa "tisti, ki živijo na nasprotni strani"; Skaxshurunu, ime od Wyandotov "Fox"; Skuakísagi (Shawnee); Wakushég, (Potawatomi) v pomenu "Fox".

## Zgodovina

### Zgodnja zgodovina
Glej tudi: Bobrove bojne
Kadar koli so se preselili z vzhoda, so Fox in Sauk živeli v jugovzhodnem Michiganu mnogo let, preden so Francozi prišli v Velika jezera in kar je bilo nekoč mirno območje, je postalo moteno zaradi njihove trgovine s krznom. Francozi so dosegli vasi Huronov na južnem koncu jezera Huron leta 1615. Po dolgem in nevarnem potovanju iz Quebeca jih je le malo bilo pripravljenih iti dlje in onkraj te točke so večino trgovine s krznom vodili Ottawa in Huron. Da bi dosegli tako daleč v notranjost, so bili Francozi leta 1609 prisiljeni pridobiti zaupanje Algonkinov in Montagnaisov, tako da so jim pomagali pregnati Mohawkw z zgornje reke St. Lawrence. Na žalost si je to Francozom prislužilo tudi trajno sovražnost Irokezov in da bi se izognili njihovim vojnim skupinam, so bili francoski trgovci prisiljeni obiti reko Ottawa, da bi dosegli Hurone. Ta previdnost se je izkazala za dovolj ustrezno, dokler Britanci niso leta 1629 zavzeli Quebeca, kar je preprečilo, da bi francosko trgovsko blago doseglo njihove domorodne zaveznike in trgovske partnerje.
Poraz Irokezov je bil le začasen. Leta 1610 so začeli trgovati z Nizozemci ob Hudsonu in po porazu Mahicanov leta 1628 so prevladovali v tej trgovini. Izkoristili so prekinitev francoske trgovine s strani Britancev, Mohawki so leta 1629 napadli Algonkine in Montagnaise, da bi si povrnili zgornji St. Lawrence. 70 let neprekinjenega medplemenskega vojskovanja, ki je sledilo, je znano kot bobrove vojne (1628-1700). Ko je bil Quebec leta 1632 vrnjen Francozom, so se njihovi domorodni zavezniki umikali, Irokezi pa so grozili, da bodo prekinili trgovsko pot do Velikih jezer. Da bi obnovili nekdanje ravnotežje moči, so Francozi začeli dobavljati strelno orožje svojim zaveznikom, vendar so Nizozemci hitro odgovorili s prodajo orožja Irokezom. Medtem je trgovina s krznom izčrpala bobra v domovini Huronov, pa tudi pri njihovih trgovskih partnerjih Ottawa, Neutrali in Tionontati (Petun). Potrebovali so novo lovišče, ki so ga našli v spodnjem Michiganu in z uporabo strelnega orožja in jeklenega orožja, pridobljenega od Francozov, napadli plemena, ki so govorila algonkinsko in so tam živela.
Francozi so se tega zavedali, vendar je bilo, z izjemo potovanja Jeana Nicolleta v Green Bay (Wisconsin), da bi leta 1634 uredil mir med Winnebagi ter Ottawami in Huroni, malo storjenega, da bi to ustavili. Kaj točno se je zgodilo, je negotovo, saj so Huroni Francozom posredovali le nekaj razpršenih poročil. Poleg Foxov in Saukov so v tistem času spodnji Michigan zasedala še tri algonkinska plemena: Mascouten, Potawatomi in Kickapoo. Na žalost Huroni niso delali velike razlike med njimi in so jih, morda si sposodili ime Ottawa za Potawatome, običajno skupaj imenovali Assistaeronon (Ognjeni narod). Foxi, ki so se nahajali v jugovzhodnem Michiganu, so prevzeli glavno breme zgodnjih bojev. V začetnih spopadih so se dobro branili. Leta 1635 so Francozi izvedeli, da so Erie zapustili nekatere svoje vasi na zahodnem koncu jezera Erie zaradi vojne z neznanim algonkinskim sovražnikom.
Ta "neznani algonkinski sovražnik" je bil najverjetneje bodisi Fox bodisi Kickapoo, vendar je v naslednjem desetletju očitna prednost evropskega jekla in strelnega orožja pred tradicionalnim orožjem terjala svoj davek. Nenehni napadi velikih združenih vojnih skupin Neutral, Nipissing, Ottawa, Huron in Tionontati so začeli izpodrivati prebivalce plemen. Potawatomi so bili prvi, ki so odšli, prve skupine so prispele severno od Green Baya leta 1641, vendar jih je zelo sovražen sprejem, ki so ga prejeli od Winnebagov, prisilil na sever, da bi poiskali zatočišče pri Ojibwa (Chippewa) plemenih  blizu Sault Ste. Marie. Foxi in Sauki so napade vzdržali nekoliko dlje, vendar so leta 1642 2.000 bojevnikov Neutral in Ottawa uničili veliko utrjeno vas Mascouten v južnem osrednjem Michiganu in odpor se je začel sesuvati. Fox, Kickapoo in Mascouten so se umaknili proti zahodu okoli južnega konca Michiganskega jezera, kjer so se Kickapoo in Mascouten končno ustavili v jugozahodnem Wisconsinu. Sauk so se očitno odpravili proti severu in prečkali območju Mackinaca, da bi se naselili ob zgornji reki Wisconsin zahodno od Green Baya.
Po nekaj spopadih z Illinoisi so se Fox naselili ob reki Fox med reko Wisconsin in jezerom Winnebago. Sprejem, ki so ga prejeli od Winnebago, je bil prav tako prijazen kot tisti, ki so ga nekaj let prej prejeli Potawatomi, vendar je tokrat usoda kruto ravnala z rezidenčnim plemenom. Winnebago so organizirali veliko vojno skupino za napad na vas Fox ob jezeru Winnebago, vendar jih je med potjo v kanujih na jezeru zajela nevihta in več kot 500 njihovih bojevnikov se je utopilo. Resno oslabljeni zaradi tega neuspeha so se Winnebago zbrali v eno veliko vas za obrambo, kar so bile idealne razmere za uničujočo epidemijo, ki jih je prizadela. Ne da bi dvignili roko proti njim, so Fox imeli preživele Winnebago ujete v svoji utrdbi, nesposobne pobirati koruzo in stradajoče.
Na tej točki so Illinois, tradicionalni sovražniki Winnebago, videli priložnost za zavezništvo za boj proti poplavi beguncev, ki so se spuščali nanje iz Michigana in poslali 500 bojevnikov s hrano, da bi pomagali svojim starim sovražnikom. Winnebago so priredili praznik v njihovo čast, vendar so žal prevladale stare sovraštva in nezaupanje. Sredi praznovanja so se Winnebago obrnili proti svojim gostom in jih vse pobili. Ko so Illinois izvedeli, kaj se je zgodilo z njihovimi bojevniki, so začeli vojno iztrebljanja, ki je skoraj uničila Winnebago. Fox in drugi michiganski begunci so nato naleteli na majhen odpor pri svoji preselitvi v Wisconsin. Na koncu se je skoraj 5.000 Fox naselilo v osrednjem Wisconsinu in postalo eno najmočnejših plemen na tem območju.
Francoski zavezniki so morda začeli proces izganjanja rezidenčnih plemen iz spodnjega Michigana, vendar ga nikoli niso dokončali. Z še manj bobri v svoji domovini kot Huroni so Irokezi kmalu zamenjali tisto, kar so imeli, z Nizozemci. Potrebovali so tudi novo lovišče, vendar so bili obkroženi z močnimi sovražniki, vključno z od Francozov oboroženimi Huroni na severu. Prošnje, poslane Huronom za dovoljenje za lov na njihovem ozemlju ali prehod za lov drugje, so bile zavrnjene. Ko so Huroni pobili irokeško lovsko skupino, je izbruhnila vojna. Leta 1640 so britanski trgovci iz Nove Anglije poskušali zvabiti Mohawke od Nizozemcev s prodajo strelnega orožja (kar je bila kršitev britanskega zakona). Nizozemci so se odzvali z zagotavljanjem orožja in streliva v kakršnih koli količinah, ki so jih zahtevali Irokezi in Irokezi so nenadoma postali najbolje oborožena vojaška sila v Severni Ameriki. Sledila je dramatična eskalacija nasilja v bobrovih vojnah.
V nekaj letih so Irokezi pregnali Algonkine iz spodnje reke Ottawa in prekinili trgovsko pot na zahod. Francozi so ustanovili novo postojanko v Montrealu, da bi skrajšali razdaljo do Velikih jezer, vendar so se z irokeškimi vojnimi skupinami v dolini Ottawa lahko prebili le veliki konvoji kanujev. Do leta 1645 so bili Francozi prisiljeni podpisati mir z Mohawki, ki je od njih zahteval, da ostanejo nevtralni v prihodnjih vojnah med Huroni in Irokezi. Čeprav izolirani, so Huroni nadaljevali trgovanje s Francozi in Irokezem zavračali dovoljenje za vstop na svoje ozemlje. Ko dve leti diplomacije nista rešili tega problema, so Irokezi napadli domovino Huronov. Smrtonosni udarec je prišel marca 1649, ko je v seriji usklajenih napadov 2.000 irokeških bojevnikov preplavilo in uničilo Huronsko konfederacijo.
V enem letu sta Tionontati in Algonkin doživela podobno usodo. Neutrali so padli leta 1651, sledili so jim Erie (1653-56). Zelo malo jih je ušlo smrti ali ujetništvu Irokezov. Nekaj Tionontatov in Huronov je pobegnilo proti zahodu v vasi Ottawa pri Mackinacu, nato pa v Green Bay. Sčasoma so se ti begunci, ki so govorili irokeško, združili v ljudstvo Wyandot in oživili francosko trgovino s krznom, toda za zdaj je bilo vse izgubljeno. Poraz francoskih zaveznikov ni prinesel olajšanja plemenom v spodnjem Michiganu. Irokezi so vdrli na polotok in dokončali nalogo, da so jih pregnali iz njihovih domov. Do poznih 1650-ih se je 20.000 premaganih in neorganiziranih beguncev nagnetlo v severnem Wisconsinu in preobremenilo njegove vire. Mnoga kmetijska plemena so težko gojila koruzo tako daleč na severu in soočena z lakoto, so se med seboj borila za lovsko ozemlje.
V nenehnem nemiru, ki je prevladoval, so bili Sauki vpleteni v ohlapno zavezništvo z vasmi blizu Green Baya z mešanim prebivalstvom Fox, Potawatomi, Menominee, Ottawa, Huroni, Winnebago, Noquet, Miami in Mascouten. Irokeške vojne skupine so sledile Wyandotom na zahod in ogrožale vse, vendar je prihajalo tudi do pogostih spopadov med plemeni Green Baya in Ojibweji na severu ter Dakotami (Santee ali Woodland Sioux) na zahodu. V 1660-ih je na tem območju izbruhnila ti. "jesetrova vojna", potem ko je vas Menominee ob ustju reke postavila vrsto ribjih pregrad, ki so jesetrom preprečevale dostop do vasi Ojibwejev gorvodno. Ko so Menomineeji zavrnili njihovo odstranitev, so Ojibweji napadli in uničili tako pregrade kot vas. Preživeli so pobegnili k svojim sorodnikom v Green Bay, ki so poklicali Sauke, Foxe, Potawatome in druge, da bi jim pomagali proti Ojibwejem in boj se je razširil daleč preko prvotnih nasprotnikov. Foxi so sodelovali v tej vojni, vendar so na splošno ostali odmaknjeni od drugih plemen. Njihove najmočnejše vezi v tem času so bile s Kickapoo in Mascouten v vojni z Illinoisi na jugu, vendar so se v severnem Wisconsinu vpletli v tristranski boj z Ojibweji in Dakotami za nadzor nad dolino reke St. Croix.
Uničenje huronske konfederacije leta 1649 je pustilo francosko trgovino s krznom v razsulu. Sami v nevarnosti, da bi bili preplavljeni, Francozi niso posredovali in ko so zahodni Irokezi leta 1653 ponudili mir, da bi lahko napadli pleme Erie, so Francozi izkoristili to priložnost. Da bi zaščitili to krhko premirje, so Francozi ustavili svoja potovanja do Velikih jezer, vendar so, da bi ohranili svojo trgovino s krznom, še naprej vabili svoje stare trgovske partnerje, da prinesejo svoje krzno v Montreal. Ker so irokeške vojne skupine preganjale celotno dolino reke Ottawa, je bilo to izjemno nevarno dejanje, vendar so bili Ottawa in Wyandot (Huron-Tionontati) pripravljeni poskusiti in so rekrutirali ojibwejske bojevnike, da bi jim pomagali prisiliti pot v Montreal. Irokezi so to poskušali ustaviti tako, da so šli za virom upora. Njihove vojne skupine so potovale v Wisconsin in začele napadati skoraj vsakogar, ki je dobavljal krzno Francozom prek Ottawe in Wyandotov.
Pod nenehnim napadom in z zmanjševanjem bobrov blizu Green Baya so Wyandoti leta 1658 odšli in se preselili v notranjost do jezera Pepin na reki Mississippi. Večina Ottawov je prav tako odšla, vendar so se odpravili na južno obalo Gornjega jezera pri Keweenawu in Chequamegonu (Ashland, Wisconsin), kar jim je omogočilo boljši dostop za trgovanje s Creeji na severu. Istega leta se je francoski mir z Irokezi končal z umorom jezuitskega ambasadorja. Pierre Radisson, Médart Chouart des Groseilliers in oče Réné Ménard so to videli kot priložnost za obnovo trgovine v Velikih jezerih, zato so ignorirali uradno prepoved potovanja in spremljali Wyandote na njihovi povratni poti iz Montreala. Radisson in Groseilliers sta dosegla zahodni konec Gornjega jezera in nato potovala po kopnem, da bi trgovala z Dakotami. Francoska vlada je pokazala svojo hvaležnost za njihov trud tako, da ju je ob vrnitvi v Quebec leta 1660 aretirala, vendar so se Dakote medtem zavedale vrednosti bobrov in niso več tolerirale prisotnosti Wyandotov na jezeru Pepin in njihove grožnje so leta 1661 prisilile Wyandote, da so se preselili na sever do Gornjega jezera, blizu Ottaw pri Chequamegonu. Ta koncentracija beguncev, ki so lovili bobre, ni ugajala niti Dakotam in z dodanim četrtim tekmecem v tekmovanju je tridimenzionalni boj v zahodnem Wisconsinu postajal vse bolj nasilen.
Medtem so se Francozi naveličali živeti pod stalno grožnjo uničenja s strani Irokezov, in kralj je prevzel nadzor nad Kanado ter leta 1664 poslal polk vojakov v Quebec, da bi se z njimi spopadel. Naslednje leto so Nicolas Perot, oče Claude-Jean Allouez in šest drugih Francozov spremljali 400 Ottaw in Wyandotov ob njihovi vrnitvi v Green Bay. Čeprav so jezuiti izvedeli za Foxe in Sauke že leta 1640, do dejanskega stika ni prišlo, dokler jih Allouez ni srečal v Wisconsinu leta 1666. Sprva so bili Sauki previdni do "črnega plašča", za katerega so sumili, da je čarovnik, vendar so se odnosi izboljšali. Toda Foxi so bili sovražni že od začetka in so takšni tudi ostali. Francozi in njihova trgovina s krznom niso prinesli nič drugega kot žalost in prejšnjo zimo so Seneca (Irokezi) napadli vasi Foxov, ubili 70 žensk in otrok ter odpeljali 30 ujetnikov v negotovo usodo. Foxi niso želeli Francozov v Wisconsinu in ker so že prej bili na udaru francoskega orožja, še posebej niso želeli, da bi ti trgovali z Dakotami in Ojibweji (Chippewa).
Do leta 1667 so napadi francoskih vojakov na vasi v domovini Irokezov prinesli mir, ki se je razširil na francoske zaveznike in trgovske partnerje v zahodnih Velikih jezerih. Trajal je do leta 1680 in prinesel zelo potrebno olajšanje za begunska plemena. Razmere, ki so jih Francozi odkrili, ko so prišli v Wisconsin, so bile grozljive: vojna, epidemije in skorajšnja lakota ... nič od tega ni bilo ugodno za trgovino ali versko spreobrnitev. Čeprav so nameravali napolniti svoje žepe in cerkve, so Francozi uporabili svoj nadzor nad trgovskim blagom, da bi služili plemenom Wisconsina in začeli delovati kot posredniki za reševanje medplemenskih sporov in končanje vojne. Nekateri njihovi najpomembnejši uspehi so pripisani Danielu DeLhutu (Duluthu), ki je prišel v Sault Ste. Marie leta 1678. Dve leti pozneje je DeLhut uredil premirje med Saulteur Ojibweji in Dakotami, ki je trajalo več let.
Napetosti ob južni obali Gornjega jezera so se umirile, potem ko je oče Jacques Marquette prepričal Ottawe in Wyandote, da odidejo in se preselijo na vzhod v njegovo novo misijo v St. Ignaceu. Na žalost DeLhutov sporazum ni vključeval Foxov ali Keweenaw Ojibwejev, ki so se še naprej borili proti Dakotam, vendar je ustvaril nenavadne zaveznike. Foxi in Keweenaw so združili moči, da bi premagali veliko vojno skupino Dakot, medtem ko so se Saulteurji povezali z Dakotami proti Foxom. Francozom je uspelo končati večino notranjih bojev med begunci v Wisconsinu, vendar so z izjemo Saulteurjev praktično vsi še vedno smatrali Dakote za sovražnike. Resne težave so se pojavile, ko so francoski trgovci začeli obiskovati vasi Dakot, da bi trgovali. Sauki so umorili dva jezuitska donnéja in se pridružili zaroti Potawatomijev v Green Bayu, da bi oblikovali protifrancosko zavezništvo. Medtem so Menomineeji in Ojibweji poglavarja Achiganage oropali in ubili dva francoska trgovca na poti k Dakotam.
DeLhut se je odločil, da bo za Achiganago in druge prestopnike organiziral sojenje v evropskem slogu. vendar se je soočil z uporom več pomembnih plemen, če bi bila kazen preveč stroga. Na koncu je DeLhut lahko usmrtil le enega Menomineeja – majhno pleme. Bobrove vojne so se nadaljevale leta 1680 z napadi Irokezov na Illinoise in Francozi si niso mogli privoščiti, da bi užalili pomembnega zaveznika, kot so Ojibweji. Z izjemo napada v Mackinacu leta 1683 so se boji v naslednjih štirih letih odvijali predvsem na jugu. Illinoisi so utrpeli strašen poraz, vendar Irokezi leta 1684 niso uspeli zavzeti Fort St. Louisa pri Starved Rocku na zgornji reki Illinois, poraz, ki je veljal za prelomnico v bobrovih vojnah. Francozi so nato poskušali organizirati zavezništvo Algonkinov iz Velikih jezer proti Irokezom, vendar je bila njihova prva ofenziva takšna katastrofa, da je Joseph La Barre, guverner Kanade, podpisal pogodbo z Irokezi, s katero jim je prepustil večino Illinoisa.
Zamenjal ga je Jacques-Rene Denonville, ki je preklical La Barrejevo pogodbo, zgradil nove utrdbe, okrepil stare in priskrbel orožje algonkinskim zaveznikom. Sočasno z vojno kralja Williama med Britanijo in Francijo (1688-97) je Denonvillovo novo zavezništvo leta 1687 prešlo v ofenzivo in začelo potiskati Irokeze nazaj čez Velika jezera proti New Yorku. Sodelovali so tako bojevniki Fox kot Sauk, vendar je bila udeležba Foxov manjša, kot so pričakovali Francozi. Namesto, da bi se z danim orožjem borili proti Irokezom, so ga Foxi uporabili v zahodnem Wisconsinu proti Dakotam in Ojibwam. Čeprav so bili dobro oboroženi, so bili Foxi pod velikim pritiskom in so leta 1683 uspeli premagati vojno skupino Dakota-Ojibwe le z velikimi lastnimi izgubami. Francozi in Foxi so trgovali od leta 1667, vendar so bili odnosi še vedno antagonistični. Foxi so Francoze tolerirali, dokler so jim zagotavljali strelno orožje, vendar so ostali sovražni in zadržani. Francozi so Foxe obravnavali kot povzročitelje težav in lenuhe v vojni proti Irokezom.
Ker so boji ob reki St. Croix vezali ojibwske bojevnike, so Francozi leta 1685 uredili premirje med Foxi in Ojibwami. To je trajalo pet let, dokler se ni ponovno začela vojna za lovišča ob zgornjem toku reke Mississippi med Dakotami in zavezništvom Foxov, Ojibwov, Potawatomi, Kickapoojev in Mascoutenov. Algonkini so nadlegovali francoske trgovce, da bi jim preprečili oskrbovanje Dakot, vendar so Foxi presegli običajne meje, ko so začeli zaračunavati cestnine za prehod skozi svoje ozemlje. Ta praksa je razjezila Nicolasa Perota, francoskega poveljnika v La Bayeju (Green Bay), in leta 1690 je prosil Ojibwe, naj Foxe ustavijo. To je bila vsa potrebna spodbuda. Zavezani z Dakotami so Ojibwe pregnali Foxe iz zgornjega toka reke St. Croix, medtem ko je francosko-ojibwska odprava napadla vas Foxov pri Fox Portageu in jih prisilila k opustitvi.
Po letu 1690 so bili Irokezi v defenzivi in blizu poraza. Vojna med Britanijo in Francijo se je končala leta 1607 z Ryswiškim mirom, vendar Francozi niso mogli prepričati algonkinskega zavezništva, da bi sklenili mir z Irokezi vse do leta 1701. Medtem so izgubljali avtoriteto nad svojimi zavezniki, ker je nenavadno trgovina s krznom postala preveč uspešna. Ko so si sledile zmage, so Francozi in njihovi zavezniki napredovali čez Velika jezera in zavzeli večino najboljših območij za pridobivanje bobrov. Krzno je v Montreal pritekalo v vzhod v neprimerljivih količinah, kar je povzročilo presežek bobrov na evropskem trgu in padec cen. Ko so dobički strmoglavili, se je francoska monarhija odločila, da je napočil čas, da upošteva jezuitske proteste glede korupcije, ki jo je trgovina s krznom povzročala med domorodci, in leta 1696 prekinila trgovino s krznom v Velikih jezerih. Ker je trgovina povezovala zavezništvo, se je francoska avtoriteta sesula.
To je bilo takoj očitno v nezmožnosti Francozov, da bi dosegli premirje ob zgornjem toku reke Mississippi. Pomanjkanje in višje cene trgovskega blaga v kombinaciji z zlorabami Coureurs de Bois (nelicenciranih trgovcev) so prispevali h krizi. Francoski trgovci so bili oropani in umorjeni z zaskrbljujočo hitrostjo in celo Nicholas Perot se je znašel privezan na mučilni kol Mascoutenov, pripravljen za sežig. Rešili so ga Kickapoo, vendar se je kmalu vrnil v Quebec in se nikoli več ni vrnil v Velika jezera. Poleg svoje nadaljnje vojne z Dakotami so se Foxi v tem času pridružili Winnebagom, da bi pregnali Kaskaskie (Illinois) iz južnega Wisconsina (1695-1700) in celo Sauki so uspeli ubiti francoskega trgovca, ki je živel med Dakotami. Medtem je zavezništvo je postajalo vse bolj zaskrbljeno, da jih bodo Francozi zapustili in sklenili ločen mir z Irokezi.
Francozi tega nikoli niso storili, vendar so imeli njihovi zavezniki dober razlog za sum. Tudi ko so bili poraženi, so Irokezi zaznali težave, ki jih je povzročila prekinitev francoske trgovine in ponudili mir z dostopom do britanskih trgovcev, če bi Ottawe prekinila zavezništvo. Ottawe so je zavrnila, toda po miru leta 1701 se je privlačnost britanske trgovine (višja kakovost in cenejša od francoskega blaga) izkazala za neustavljivo. Trgovci iz Ottawe in Ojibweja so začeli svoje krzno nositi v [[Albany, New York] namesto v Montreal. Sledili so jim drugi francoski zavezniki in Irokezi so se z gospodarsko konkurenco bolj približali uničenju Francozov, kot jim je to kdajkoli uspelo z vojskovanjem. Po več prošnjah v Pariz so Francozi v Kanadi končno uspeli prepričati svojo vlado, da dovoli eno samo trgovsko postajo v Detroitu, da bi ohranili zvestobo plemen Velikih jezer. Odgovornost za to je bila dodeljena Antoinu de la Mothe Cadillacu.

### Fox vojni (1712–1716) in (1728–1733)

#### Prva Fox vojna (1712–1716)
Cadillac je julija 1701 zgradil Fort Pontchartrain v Detroitu in takoj povabil Ottawe in Wyandote, da se naselijo v bližini. Tega leta se je začela vojna kraljice Ane (1701-13) med Britanijo in Francijo, vendar je imela le malo vpliva na Velika jezera. Britanski in irokeški trgovci so še naprej prodirali in da bi preprečil francoskim zaveznikom trgovanje z njimi, je Cadillac povabil druga plemena, naj pridejo v Detroit. Rezultat je bil natanko takšen, kot je bil 50 let prej v severnem Wisconsinu – preveč plemen in premalo virov. Celo Ottawe, Ojibwe in Wyandoti (dolgoletni prijatelji) so se začeli prepirati glede ozemlja in leta 1706 so se Ottawe in Miamiji borili v kratki vojni zaradi istega vprašanja. Namesto da bi zaznal opozorilo, je Cadillac še naprej vabil več plemen. Sčasoma je v bližini Detroita živelo 6.000 Ojibwejev, Wyandotov, Ottaw, Potawatomijev, Miamijev, Illinoisov, Osagejev in Missouria. Edina pozitivna stvar v tej situaciji je bila, da se je prenaseljenost v Wisconsinu končala, ko so mnoga begunskih plemen odšla. Zadnja kaplja čez rob je bila dodana tej napeti situaciji leta 1710, ko je Cadillac povabil pleme Fox. Približno 1.000 Fox je sprejelo njegovo povabilo in prišlo na vzhod, s seboj pa so pripeljali veliko število svojih zaveznikov Mascoutenov in Kickapoojev.
Ko so se Fox vrnile v svojo prvotno domovino, so ugotovile, da je preplavljena z drugimi francoskimi zavezniki, ki jih niso bili veseli. Njihove občutke glede tega si lahko le predstavljamo, vendar Fox očitno niso bile zadržane pri uveljavljanju posebnih privilegijev ali pripovedovanju drugim plemenom, kdo je bil prvotni lastnik območja okoli Detroita. Ottawe, Huroni, Peoria, Potawatomi in Miamiji niso bili razpoloženi za poslušanje tega in so začeli pritiskati na Francoze, naj pošljejo Fox in njihove zaveznike nazaj v Wisconsin. Cadillac je to ignoriral, vendar ni poskušal dodeliti ozemelj. Posledično je prišlo do več spopadov med Fox in drugimi francoskimi zavezniki. Medtem so Francozi slišali govorice, da se Fox pogajajo z Irokezi za dovoljenje za trgovanje z Britanci. Leta 1711 so Cadillaca poklicali nazaj v Quebec na sestanek in je pustil Josepha Dubuissona, da je prevzel vodenje v Fort Pontchartrainu. V njegovi odsotnosti sta se Potawatomi in Ottawa odločila, da bosta sama rešila problem Fox in spomladi 1712 sta napadla lovsko skupino Mascoutenov blizu izvira reke St. Joseph v južnem Michiganu. Mascouteni so pobegnili na vzhod k svojim zaveznikom Foxam blizu Detroita. Ko so se Fox pripravljale na maščevanje, jih je Dubuisson poskušal ustaviti in v tem trenutku so imele Fox dovolj Francozov.
Prva vojna Fox (1712-16) se je začela, ko so Fox, Kickapoo in Mascouteni 13. maja napadli Fort Pontchartrain. Začetni napad ni uspel, sledilo pa mu je obleganje. Z več kot 300 dobro oboroženimi bojevniki, ki so se borili proti 20 francoskim vojakom v utrdbi z razpadajočimi zidovi, obstaja razlog za vprašanje ali so Fox nameravale ubiti Francoze ali jih le prestrašiti. V vsakem primeru je prišla reševalna skupina Wyandotov, Ottaw, Potawatomijev in Mississaug (Ojibwe) in napadla Fox od zadaj. V pokolu, ki je sledil, je bilo ubitih več kot 1.000 Fox, Kickapoojev in Mascoutenov. Le 100 Fox je pobegnilo in našlo zatočišče pri Irokezih (angleški trgovci so jih imenovali Squawkies). Sicer pa se je le nekaj Fox vrnilo v Wisconsin s Kickapoo in Mascouteni. Pridružili so se Foxom, ki so ostali zadaj, začeli protinapad in tako so Francozi in njihovi zavezniki drago plačale za pokol v Detroitu.
Vojne Fox so bile v bistvu državljanska vojna med člani francoskega zavezništva in pokazatelj, kako se je koalicija razpadla po omejitvi francoske trgovine. Irokezi so morali z velikim veseljem opazovati, kako so se njihovi sovražniki borili med seboj. Fox, Kickapoo in Mascouteni so ubijali francoske trgovce in napadali njihove domorodne zaveznike, vendar Francozi niso mogli zbrati dovolj velike sile za maščevanje. Najprej je bilo treba popraviti njihovo zavezništvo in to je trajalo skoraj tri leta. Najtežja naloga, s katero so se soočali Francozi v Kanadi, je bila prepričati Pariz, da oživi trgovino s krznom v Velikih jezerih, vendar dovoljenja niso prejeli do po smrti Ludvika XIV. leta 1715. Coureurs de Bois so bili legalizirani in izdanih je bilo 25 trgovskih dovoljenj, kar je Francozom omogočilo posredovanje v sporih med plemeni Ojibwe in Green Bay ter ureditev miru med Illinoisom in Miamijem. Ko je bilo to doseženo, so bili Francozi pripravljeni na spopad z Fox.
Francoska-Potawatomi odprava je leta 1715 napadla Kickapoo in Mascouten ter jih prisilila k sklenitvi ločenega miru. Tudi brez zaveznikov so se Fox upirale in se zbrale v utrjeni vasi v južnem Wisconsinu. Louis de Louvigny je leta 1716 prispel z velikim številom bojevnikov Potawatomi, Ojibwe in Ottawa ter začel obleganje (med katerim so Sauki prinašali hrano Foxam), vendar so se Francozi in njihovi zavezniki končno morali umakniti. Kmalu zatem so razočarani Francozi ponudili mir in Fox so ga sprejele, s čimer se je uradno končala prva vojna z Fox. Vendar je bilo to bolj začasno premirje kot mir, saj sta obe strani ostali zagrenjeni in nezaupljivi druga do druge. Da bi se soočili z britansko konkurenco, so Francozi ponovno zasedli stare postojanke in odprli nove. Pomembnejše so vključevale: Michilimackinac, La Baye, Miamis, Ouiatenon, Chequamegon (La Pointe), St. Joseph, Pimitoui, Niagara, De Chartres in Vincennes (Au Post). vendar je bila škoda storjena. Leta 1727 so Britanci odprli postojanko v domovini Irokezov v Oswegu, da bi skrajšali razdaljo, ki so jo morala plemena Velikih jezer prehoditi za trgovanje. Naslednje leto je 80 % bobrov na trgu v Albanyju prišlo od francoskih zaveznikov v Velikih jezerih.

#### Druga Fox vojna (1728–1733)
Mir med Fox in Francozi leta 1716 ni ustavil bojev med Fox in Peorijo (Illinois). Peoria je mučila ujetnike Fox, ki so jih zajeli v Detroitu leta 1712 in Fox so nato podobno slabo ravnali z ujetniki Peorije. Leta 1716 Peoria ni hotela vrniti svojih ujetnikov Fox in francoski poskusi posredovanja so propadli. Vojna med Fox in Peorijo se je obnovila in jo je zapletlo vdiranje Fox, Kickapoo, Winnebago in Mascouten, ko so začeli prihajati na jug iz Wisconsina, da bi lovili bizone na severnih prerijah Illinoisa brez dovoljenja plemena Illinois. Leta 1722 so Illinois izrazili svoje nezadovoljstvo s tem, ko so zajeli Minchilaya, nečaka poglavarja Fox Oushale in ga živega sežgali. To je v vojno kot zaveznike Fox med letom 1724 pritegnilo Kickapoo, Mascouten in Winnebago ter Mascouten. Peoria se je zatekla v svojo trdnjavo v Starved Rock (Utica, Illinois) in prosila Francoze za posredovanje. Iz Fort de Chartres je bila poslana reševalna odprava, vendar so se Fox in njihovi zavezniki umaknili, preden je prispela, za seboj pa so pustili več kot 100 mrtvih.
Hkrati zahodno od Mississippija so se Fox pridružile Iowi v boju proti Osage, Otoe in Missouria, kar je prekinilo razvijajočo se francosko trgovino s krznom ob reki Missouri. Francozi so leta 1723 imeli svete s Kansa, Pawnee, Komanči, Nakota (Yankton Sioux), Osage, Missouria, Otoe, Iowa, Fox in Dakota. To je prineslo nekaj miru plemenom ob reki Missouri, vendar so izbruhnili boji ob reki Des Moines v jugovzhodni Iowi med Fox in Iowo ter Osage in Missouria. Sveti so imeli rezultat, ki ga Francozi nikoli niso nameravali. Da bi se borili proti vsem svojim sovražnikom, so Fox potrebovali več zaveznikov in to so storile z oblikovanjem zavezništva z Dakoto proti Illinoisom. Po skoraj 70 letih nenehnega vojskovanja med njimi bi to nenadno zavezništvo Fox in Dakote vzbudilo sum pri vsakomur, vendar Francozi v zvezi s tem niso potrebovali veliko pomoči. Postajali so prepričani, da Fox ne morejo povzročati toliko težav na lastno pobudo in so bile verjetno del britanske zarote za oblikovanje tajnega zavezništva, usmerjenega proti njim samim.
Francozi so se odločili, da bodo potrebni drastični ukrepi za spopad z Fox in večina njihovih zaveznikov se je strinjala z njimi. Poleg Illinoisa so imeli podporo Mackinac Ojibwe, ki so se spopadali z Fox v severnem Wisconsinu in zgornjem Michiganu ter plemena Detroita (Wyandot, Ottawa, Saginaw Ojibwe, Mississauga in Potawatomi). Ko so zbirali svoje zaveznike v pripravah na vojno, so potekali številni sestanki o "problemu Fox". Eden od predlogov je bil preseliti Fox v Detroit, kjer bi jih lahko opazovala francoska garnizija. Iz očitnih razlogov je bil ta predlog med plemeni Detroita sprejet zelo hladno. Medtem so Francozi v Illinoisu leta 1726 poslali odpravo z 20 vojaki in 500 Illini bojevniki, da bi napadli Fox, vendar so Fox predvidele njihov prihod in se umaknile. Naslednje leto so Francozi podali svoje prve predloge za genocid. Po vojni iztrebljanja bi vsakega Fox Indijanca, ki bi preživel, prodali kot sužnja v Zahodno Indijo. Takrat ni bila sprejeta nobena odločitev.
Čeprav niso bili prepričani o iztrebljanju (uradna politika je postala šele, ko jo je kralj odobril leta 1732), so se Francozi odločili za vojno. Najprej so se previdno poslužili diplomacije, da bi Fox izolirali od njihovih zaveznikov. Fox so se zavedale tega prizadevanja, vendar niso mogle storiti veliko. Menominee so zavrnili prošnjo Fox za zavezništvo in jim povedali, da se bodo v primeru vojne postavili na stran Francozov. Moč francoskega blaga je povzročila, da so Dakota, Winnebago in Iowa umaknili svojo podporo, Francozi pa so celo pridobili nejevoljno soglasje Saukov blizu Green Baya. Na začetku druge vojne z Fox (1728-37) so z Fox stali le Kickapoo in Mascouten. Kljub temu je bila francoska odprava, poslana proti njim pod vodstvom Sieurja de Ligneryja neuspešna, vendar so Fox kasneje uspele razjeziti nekaj prijateljev, ki so jih imele. Po prepiru glede zavrnitve Kickapoojev in Mascoutenov, da bi ubili francoske ujetnike, ki so jih zadrževali, so Fox zapustile sestanek in na poti domov umorile Kickapooje in Mascoutene. Besni Kickapoo in Mascouten so leta 1729 prešli na stran Francozov
Brez zaščite zaveznikov so bili Fox napadeni z vseh strani. Pozimi 1729 je združena vojna skupina Winnebago, Menominee in Ojibwe napadla lovsko vas Fox, pri čemer je ubila vsaj 80 bojevnikov in zajela približno 70 žensk in otrok. Fox so se maščevali z obleganjem trdnjave Winnebago na reki Fox, vendar je bil napad opuščen po prihodu pomožne sile francoskih in Menominee bojevnikov iz Green Baya. Do poletja 1730 se je približno 1000 Fox odločilo zapustiti Wisconsin in sprejeti ponudbo zatočišča, ki so jo prejeli od Senec (Irokezi) v New Yorku. Toda da bi prišli tja, so morali prečkati ozemlje, ki so ga nadzorovali Illinoisi. Na zelo netipičen način so Fox dejansko poslale odposlanca k Illinoisom, da bi jih prosile za dovoljenje za prehod, vendar se je razvil prepir. Morda kot svoj način slovesa so Fox blizu Starved Rocka ujele nečaka poglavarja Cahokia in ga sežgale na grmadi. Jezni Illinoisi bojevniki so zasledovali kolono Fox in jih ujeli na odprti preriji vzhodno od današnjega Bloomingtona v Illinoisu.
Fox so se umaknili in zgradili preprosto utrdbo za zaščito svojih žensk in otrok. Verjetno bi bilo najbolje, če bi nadaljevali pot. Illinoisi so jih obkolili in poslali po pomoč, Francozi in njihovi zavezniki pa so se z vseh strani spustili na utrdbo Fox. St. Ange je avgusta prispel iz Fort de Chartres s 100 Francozi in 400 Cahokia, Peoria in Missouria. De Villiers je pripeljal 200 Kickapoo, Mascouten in Potawatomi, medtem ko je Reaume prišel iz St. Josepha (Michigan) s 400 Sauk, Potawatomi in Miami. Septembra so Piankashaw in Wea bojevniki pod vodstvom de Noyellea prispeli iz postojanke Miami z navodili guvernerja Kanade, da se z Fox ne sme skleniti miru. Očitno so nekateri Sauki ignorirali ta ukaz in Foxom priskrbeli hrano, vendar to ni bilo dovolj. Obkroženi z več kot 1400 bojevniki so se Fox borile proti vsem, vendar jim je zmanjkalo hrane in vode. Začele so metati svoje otroke iz utrdbe, govorili svojim sovražnikom, naj jih pojedo. Mnoge so očitno posvojila druga plemena, vendar je bila usoda njihovih staršev veliko hujša. Po 23 dneh je v noči na 8. september udarila nevihta, kar so Fox izkoristili za preboj in pobeg. Ni jim uspelo. Francozi in njihovi zavezniki so jih ujeli in pobili med 600 in 800. Ujetnikov ni bilo.
600 Foxov, ki so ostali v Wisconsinu, je bilo vse, kar je ostalo po tem. Do te točke so Sauki običajno vzdrževali dobre odnose s Francozi in relativno nizko prepoznavnost v zgodovini, vendar se je to spremenilo. Ker so bili vsi njihovi sovražniki, so se Fox spomnili, da so jim Sauki dali hrano leta 1716 in ponovno med obleganjem v Illinoisu. Obrnili so se na Sauke, da bi jih rešili in Sauki so jim ne le dali zatočišče, ampak so leta 1733 pozvali Francoze, naj sklenejo mir z Foxi. Odgovor je prišel leta 1734, ko je francoska odprava pod vodstvom Sieurja de Villiersa, ki so jo spremljali bojevniki Ojibwe in Menominee, prispela v vas Saukov zahodno od Green Baya, da bi zahtevala predajo Foxov s strani Saukov. Sauki so zavrnili in med napadom, ki je sledil, je Villiers naredil usodno napako, ko je svoje telo postavil na pot drvečemu naboju. V zmedi, ki je sledila, so se Francozi in njihovi zavezniki umaknili, da bi se pregrupirali, Sauki in Foxi pa so zapustili vas in pobegnili proti zahodu. Prečkali so Misisipi in se leta 1735 naselili v vzhodni Iowi.
Francozi so leta 1736 poslali še eno odpravo za njimi, vendar so do takrat francoski zavezniki začeli dvomiti o svoji zavezanosti genocidu. Illinois so izrazili splošno zaskrbljenost, da če bi Foxe lahko uničili na ta način, kdo bi bil naslednja žrtev. Kot se je izkazalo, so imeli Illinois dober razlog za skrb. Celo Ottawa, najzvestejši in najbolj proti-Foxovski francoski zavezniki, so na svetu rekli, da "ne želijo več jesti Foxov." Odprava De Noyelleja proti Foxom in Saukom v Iowi tisto leto se je končala z neuspehom, potem ko so ga njegovi vodniki Kickapoo vodili v krogih in skozi vsako močvirje v zahodnem Wisconsinu. Na srečanju v Montrealu spomladi 1737 so Menominee in Winnebago prosili Francoze, naj pokažejo milost Foxom, medtem ko sta Potawatomi in Ottawa podobno zahtevala v imenu Saukov. Ironija te zamenjave vlog ne bi smela biti izgubljena - francoski zavezniki posredujejo v medplemenskem sporu med Francozi in Foxi. Obkroženi z novimi vojnami med Ojibwe in Dakoto v Minnesoti ter velikim spopadom z Natchezi in Chickasawi, ki jim je zaprl spodnji Misisipi, so se Francozi uklonili zaskbljenosti svojih zaveznikov in neradi privolili.
Francoski poskus genocida ni uspel, vendar je bil blizu. Le 500 Foxov je preživelo obe vojni. Po miru leta 1737 so Sauki (z dovoljenjem plemena Iowe) ostali zahodno od Misisipija do leta 1743 kljub francoskim zagotovilom, namenjenim, da bi jih zvabili nazaj, vendar se Foxi niso vrnili v Wisconsin do leta 1765, dve leti po tem, ko so Francozi zapustili Severno Ameriko. Čeprav so ohranili svoje ločene tradicije in poglavarstva, sta bili plemeni kasneje tako tesno povezani s svojo izkušnjo, da so Britanci in Američani kasneje imeli težave pri razlikovanju med njima. Foxi so močno trpeli zaradi vojne, zato so bili številčnejši Sauki prevladujoče pleme. Tesen odnos je trajal več kot stoletje, dokler se končno ni raztopil na ravnicah Kansasa. Foxi in Sauki so odpustili večini plemen, ki so se borila proti njim, vendar ne Illinoisom ali Menominee in Ojibwe, ki so napadli vas Saukov leta 1734.

### Pridružitev plemenu Sauk in selitev v rezervate
Glej tudi: Black Hawk vojna in Sauk
Ko so morali Francozi po izgubljeni vojni proti Britancem zapustiti Severno Ameriko, so se Fox, okrepljeni z zavezništvom s Sauki, leta 1765 vrnili v Wisconsin. Tam sta jih leta 1766 obiskala Jonathan Carver in leta 1773 Peter Pond. Konec osemnajstega stoletja so se preselili na stran Iowe ob reki Mississippi. V Black Hawkovi vojni plemena Sauk leta 1832, zadnji indijanski vojni v Združenih državah vzhodno od Mississippija, je večina Foxov ostala nevtralnih, vendar jih je vlada prisilila, da so odstopili svojo zemljo v Iowi. Po nadaljnjih koncesijah leta 1837 in 1842 sta se oba plemena strinjala s selitvijo v rezervat v Kansasu.
Leta 1843 je prišlo do resnih napetosti, ker Fox niso zaupali poglavarju Keokuku iz plemena Sauk, ki je prejemal in upravljal letna rentna plačila vlade za obe plemeni. Poleg tega so bili Fox nezadovoljni z razmerami v rezervatu, saj so bile prisotne nalezljive bolezni, slabe letine in nikakršne prireditve. Poleg tega se je širila govorica, da se bodo morali preseliti v Oklahomo. V tem času je Kansas postal nevarno mesto za Indijance, saj so močno oboroženi belci povzročali nemire v državi. Leta 1859 so se beli naseljenci nezakonito naselili v njihovem rezervatu in nadlegovali Indijance. Medtem je več skupin Foxov zapustilo Kansas in se vrnilo v Iowo. Državna vlada Iowe je sprejela zakon, po katerem so jim dodelili 80 akrov (en aker je enako 0,40468 ha hektarja) zemlje ob reki Iowa blizu Tame (Iowa) za 1000 dolarjev. Fox so znesek plačali iz dobička, ki so ga pridobili s prodajo svojih konj. Kljub temu so oblasti kasneje poskušale Fox prisilno poslati nazaj v Kansas in so prekinile izplačevanje rent. Leta 1867 je vlada popustila, ponovno začela izplačevati rente in imenovala indijanskega agenta za Iowo.
Več kot sto Foxov je ostalo pri Saukih v Kansasu. Kansas je bil leta 1861 sprejet kot zvezna država in je leta 1863 zahteval preselitev vseh Indijancev na Indijansko ozemlje, današnjo Oklahomo. Leta 1867 sta Sauki in Fox podpisala svojo zadnjo pogodbo z Združenimi državami in odstopila svojo zemljo v Kansasu v zameno za 3.000 km² (750.000 akrov) velik rezervat v Oklahomi.

### Razmere od leta 1955 do anes
Leta 1955 so imeli Fox 653 pripadnikov plemena, od katerih jih je približno 500 živelo v skupnosti Mesquakie blizu Tame ali v njeni bližini v Iowi. Delo so našli v okoliških mestih. Dodatni nakupi zemlje od leta 1857 so razširili plemensko ozemlje na 3.300 akrov (13,35 km²). Prej je "Urad za indijanske zadeve" plačeval državne davke na zemljo. Po letu 1930 je pleme oddalo 500 akrov zemlje lokalnemu kmetu in iz dobička plačalo davke. Fox so ohranili svojo plemensko enotnost in številne vidike svoje tradicionalne kulture. Jezik Fox se je prednostno uporabljal v domačih pogovorih in večina članov plemena je sodelovala pri ritualih svetih snopov. Le malo Foxov je bilo izključno kristjanov in članov "Native American Church". Večje število, predvsem žensk, je bilo tako kristjanov kot privržencev tradicionalne religije. Stari klanski sistem in tudi dvojna delitev plemena sta še vedno obstajala. Do leta 1937 je obstajalo tradicionalno plemensko vodstvo. Nato so si Fox po "Indian Reorganization Act" izvolili novo ustavo, ki je dedno poglavarstvo in imenovani plemenski svet nadomestila z demokratično izvoljenim gospodarskim svetom. Del plemena pa je še vedno priznaval le dednega poglavarja kot vodjo.

## Etnografija
Fox pripadajo kulturnemu območju Vzhodnih gozdov, ki so poleti živeli v poletnih vaseh, blizu katerih so se ženske ukvarjale z gojenjem koruze, fižola, buč in tobaka. Zimsko obdobje je bilo čas lova, med katerim so se lovske skupine razpršile po širokem območju. Lovili so jelene, lose, bobre, vidre, volkove, Fox, veverice in bizone, za katere so organizirali skupinski lov. Svoja oblačila so izdelovali iz kož in krzna živali, ki so jih njihove ženske ustrojile, kremplje pa so uporabljali kot okras, ki so ga obešali okoli vratu.
Pleme Fox je imelo tri poglavarje in vsak je imel posebno nalogo, to so bili civilni (ta je bil deden), vojni in ceremonialni. Drugi sloj njihove socialne piramide so sestavljali obrtniki, kot so bili izdelovalci košar. Dno družbe so bile ženske, ki so kot kmetice delale na poljih ves dan in pripravljale hrano za svoje može in družine ter skrbele za otroke.
Družina Fox je jedrska, razporejene so po klanih in izvirajo iz moškega mitskega prednika, ki jo je ustanovil. Glavna verska organizacija je "Veliko medicinsko društvo" ali Midewiwin.
Znani ples "Calumet Dance" so prejeli okoli leta 1680.